# Тапаті
Тапаті (санскр. तपती, трансліт. Tapatī) — богиня в індуїзмі. Вона також відома як богиня річки Тапаті і богиня-мати півдня (дім сонця), де вона приносить тепло на землю. Згідно з індуїстськими текстами, Тапаті — донька Сур'ї, бога сонця, і Чхаї, однієї з дружин Сурьї. 

## Легенда
Ім'я Тапаті буквально означає «жар», «гаряча», «палаюча». Можливо, це ім’я пов’язане з ім’ям головної скитської богині Тапаті (Tapatī). Припускають, що спочатку в стародавній протоіндоєвропейській релігії вона була домінуючою богинею вогню. 
Тапаті згадується в Магабгараті два десятки разів як дружина Самварани та мати Куру (засновника династії Куру та першого правителя королівства Куру). Їх історію також можна знайти в інших індуїстських текстах, таких як Бхаґавата-Пурана чи Пурани. Згідно з цими текстами, будинок Тапаті розташований на березі річки Тапаті. Текст прославляє богиню, стверджуючи, що ніхто в трьох світах не може зрівнятися з нею у відданості, красі, характеру, суворій релігійній самодисципліні та знанню Вед. 
У «Магабгараті» Арджуна запитує гандгарву про походження імені Тапаті. Гандгарва розповідає йому, що Бог Сонця колись мав прекрасну доньку на ім’я Тапаті, для якої він хотів знайти відповідного чоловіка. Молодий король Каурави на ім'я Самварана поклонявся сонцю і був обраний їй за чоловіка. Одного разу під час полювання кінь короля гине. Під час блукання Самварана бачить Тапаті, що купається в сонячних променях, і зачарований її красою. Коли він запитує Тапаті хто вона є, то вона відразу зникає. Король падає без свідомості, але коли він отямився, то бачить, що Тапаті повернулася. Він зізнається їй у коханні та благає бути з ним. Тапаті повідомляє йому, що вона також уподобала його, але направляє його до свого батька, щоб той схвалив їхнє одруження. Король починає два тижні медитувати та попросив мудреця-брахмана Васішту, щоб той попросив за нього у Сонця. Васішта піднімається на небо, просячи Сур'ю схвалити шлюб Самварани і Тапаті. Сур'я погоджується, і молоді одружуються. 
Згідно індуїстських текстів, Ямі є старшою сестрою Тапаті, і у неї є два брати Шані та Яма. 